# Ryō Horikawa
Ryo Horikawa (堀川 りょう Horikawa Ryō?, Osaka, Japón; 1 de febrero de 1958), es un reconocido y veterano seiyū japonés. Horikawa está casado con la seiyū Hitomi Oikawa.

## Carrera
Horikawa comienza su carrera desde la escuela. Su debut fue en 1984 en el anime Yume Senshi Wingman. Desde ahí, se hizo famoso con los roles de Shun de Andrómeda en Saint Seiya, Reinhard von Lohengramm en Legend of the Galactic Heroes, Vegeta en la franquicia de Dragon Ball, Tadao Yokoshima en Ghost Sweeper Mikami y Heiji Hattori en Detective Conan.

## Roles interpretados
- Super Smash Bros. (serie) como Captain Falcon
- Ashita no Nadja como Antonio
- Vampire Princess Miyu como Kei Yuzuki
- Konjiki no Gash Bell!! como  Zaruchimu
- Kindaichi Case Files como Asa Kakimoto, Ohno, Tsukishima
- Ge Ge Ge no Kitaro (1985) como Jigoku Dōji
- Dragon Ball Z como  Vegeta, Vegetto y Gogeta (junto a Masako Nozawa)
- Saint Seiya como Shun de Andrómeda
- Sailor Moon S como Thomas Harris (ep 119)
- Sailor Moon SuperS como Yoshiki Usui (ep 140)
- Saint Tail como Misato (ep 18)
- Detective Conan como Heiji Hattori
- Ghost Sweeper Mikami como Tadao Yokoshima
- Please Save My Earth como Hokuto Yakushimaru
- Pokémon como Ziggy
- Yu-Gi-Oh! como Ryuuichi Fuha
- Digimon Tamers como Makuramon
- Magical Taruruuto-kun como Harako Tsutomu
- Mobile Suit Gundam 0083: Stardust Memory como Kou Uraki
- Legend of the Galactic Heroes como Reinhard von Lohengramm
- Tanimoto Natsu (Hermit) en Shijo Saikyo No Deshi Kenichi
- Yu Yu Hakusho como Karasu
- Samurai Sentai Shinkenger como Akumaro Sujigarano
- Dunban del videojuego Xenoblade Chronicles
- Candy Candy (Película) como Anthony Brower Ardley
- Kenichi como Hermit
- Kenyuu Densetsu Yaiba como Onimaru Takeshi
- Sonic the Hedgehog en Sonic the Werehog, Knuckles the Echidna, Espio the Camelion, presidente de la united federation
- Hyper Ultra Girlish como Danny Fumi